# Bremerhaven Hauptbahnhof
Bremerhaven Hauptbahnhof – główny dworzec kolejowy w Bremerhaven, w kraju związkowym Brema, w Niemczech. Dworzec posiada 2 perony.